# داریجا جورک
داریجا جورک (به انگلیسی: Darija Jurak) (زاده ۵ آوریل ۱۹۸۴) بازیکن تنیس حرفه‌ای اهل کرواسی است. او در رده‌بندی دونفره حرفه‌ای WTA در ۵ ژوئیه ۲۰۱۰ رتبه ۷۴ام را به دست آورد و در رده‌بندی تنیس یک‌نفره حرفه‌ای WTA، در ۵ آوریل ۲۰۰۴ در رتبه ۱۸۸ام قرار گرفت.

## WTA career finals

### Doubles: 1 (0–1)
| Winner — Legend              |
| ---------------------------- |
| Grand Slam tournaments (0–0) |
| Olympic Gold (0–0)           |
| WTA Championships (0–0)      |
| Premier Mandatory (0–0)      |
| Premier 5 (0–0)              |
| Premier (0-0)                |
| International (0–1)          |

| عنوان‌ها بر اساس زمین |
| -------------------- |
| سخت (۰–۰)            |
| چمن (۰–۰)            |
| ماسه (۰–۱)           |
| کف‌پوش (۰–۰)          |

| نتیجه     | شماره | تاریخ         | تورنمنت          | زمین | هم‌بازی        | حریفان                                   | نتیجه         |
| --------- | ----- | ------------- | ---------------- | ---- | ------------- | ---------------------------------------- | ------------- |
| Runner-up | ۱.    | ۱۴ ژوئیه ۲۰۱۲ | Palermo, ایتالیا | ماسه | کاتلین ماروسی | رناتا ووراکووا باربورا زالاووا-استریسووا | ۶–۷(۵–۷), ۴–۶ |

## ITF Singles Winner (8)
- 2007 – $10k وین، اتریش
- 2006 – $10k رم-پاریولی، ایتالیا
- 2006 – $10k رم، ایتالیا
- 2005 – $10k باد زوالگوا، آلمان
- 2005 – $25k باری، ایتالیا
- 2003 – $25k فونتانافردا،ایتالیا
- 2003 – $10k زادار، کرواسی
- 2003 – $10k دوبرونیک، کرواسی

## ITF Singles Runner-Up (7)
- 2009 – $10k ورسمولد، آلمان
- 2009 – $10k ویسبادن، آلمان
- 2006 – $25k کاپریولو، ایتالیا
- 2003 – $25k مارتینا فرانکا،ایتالیا
- 2003 – $10k بیوگارد، کرواسی
- 2003 – $10k کاوتات، کرواسی
- 2002 – $10k کاوتات، کرواسی